# Viên Ngộ
Thiền sư Viên Ngộ (?-1845) là người sáng lập chùa Lan Nhã năm 1808 sau này gọi là Chùa Tôn Thạnh. Thiền sư có thế danh là Nguyễn Ngọc Dót, con của ông Nguyễn Ngọc Bình và bà Trà Thị Huệ. 

## Quê quán
Ở làng Thanh Ba tổng Phước Điền Trung, huyện Phước Lộc thuộc đất Gia Định xưa.

## Thân thế
Ông tên là Nguyễn Chất người huyện Phước Lộc, xuất gia năm 1806, đệ tử của hòa thượng chùa Vĩnh Quang, thường phát nguyện thực hành hạnh của Bồ Tát Trì Địa, chuyên chặt gai dọn đường, đắp những con đường lầy lội để cho dân chúng qua lại. Trong suốt mười năm, ông chỉ ngồi, không nằm, suốt cả ngày đêm.
Thiền sư có thế danh là Nguyễn Ngọc Dót, con của ông Nguyễn Ngọc Bình và bà Trà Thị Huệ ở làng Thanh Ba tổng Phước Điền Trung huyện Phước Lộc.
Từ thuở còn niên thiếu ông đã có tâm mộ đạo và nhiều lần xin phép song thân xuất gia đầu Phật. Cha ông cố ngăn con mới bảo rằng: Nghe nói đạo Phật tất cả đều không, hà huống có thân, con muốn xuất gia theo Phật hãy cầm cục lửa than cho cha châm thuốc cha mới tin con quyết tâm theo Phật. Ông liền vào nhà bếp cầm một cục than hồng vào tay trái lên, mặt không biến sắc. Cha ông thấy vậy đành để cho ông quy y.
Ban đầu thiền sư tu học ở chùa Vĩnh Quang, gần chợ Trường Bình, được sư phụ đặt cho pháp danh là Viên Ngộ. Thuở ấy đường vào chợ Trường Bình cỏ cây rậm rạp, lầy lội khó đi, hùm beo, thú dữ thường ra làm hại người. Thấy vậy thiền sư Viên Ngộ phát nguyện một mình chặt cây, đắp đường từ chợ Trường Bình xuống thôn Tích Đức và phường Hòa Thuận dài 250 trượng.
Năm Gia Long thứ 7 (1808) sư Viên Ngộ đến làng Thanh Ba (nay thuộc xã Mỹ Lộc) cất chùa Lan Nhã - đó chính là chùa Tôn Thạnh hiện nay. Theo Đại Nam Nhất Thống Chí, đây là ngôi chùa rường cột tráng lệ, vàng son huy hoàng nổi tiếng ở đất Gia Định xưa.
Thiền sư còn cho đúc tượng Địa Tạng Bồ Tát bằng đồng để thờ trong chùa. Tương truyền, khi đúc lần đầu, tượng Bồ Tát bị khuyết, thiền sư Viên Ngộ đã chặt một ngón tay của mình cho vào nồi nước đồng để tượng đúc lần sau được viên mãn.
Ông không những là một người con chí hiếu mà còn là một người đầy lòng từ bi bác ái. Khi cha bị bệnh, thiền sư đã thề trước Phật đài là sẽ trường tọa 10 năm để kéo dài tuổi thọ cho cha.
Năm Minh Mạng nguyên niên (1820) trong vùng có dịch đậu mùa, sư Viên Ngộ đã nguyện trì kinh niệm Phật, chung thân tịch cốc để cầu cho nhân dân thoát khỏi cơn tai ách.
Năm Thiệu Trị thứ 5 (1845), ông thấy mình đã xuất gia 40 năm mà chưa đắc đạo nên tịch thủy 49 ngày rồi viên tịch. Pháp thân của ông được tăng chúng an táng ở bảo tháp phía tây chùa Tôn Thạnh. Tưởng nhớ đến một thiền sư suốt đời hy sinh thân mình để đem lại điều lành cho chúng sinh, nhân dân đã gọi chùa Tôn Thạnh là chùa Tăng Ngộ hay chùa Ông Ngộ.